# Ryet och Lyckorna
Ryet och Lyckorna är en av SCB avgränsad och namnsatt småort i Ängelholms kommun i Skåne län. Småorten omfattar bebyggelse i Ryet och Lyckorna i Hjärnarps socken.